# Jusino (kolonia)
Jusino (lit. Jusinė; pol. hist. Jusina) – kolonia na Litwie, w okręgu wileńskim, w rejonie wileńskim, w gminie Sużany, przy drodze krajowej 102.

## Warunki naturalne
Jusino położone jest wewnątrz dużego kompleksu leśnego, u ujścia Jusiny do Żejmiany. Na Jusinie znajduje się tu nieduży zbiornik zaporowy Jusinės tvenkinys.

## Historia
Pod zaborami zaścianek; w II Rzeczypospolitej folwark. W XIX i w początkach XX w. położone było w Rosji, w guberni wileńskiej, w powiecie wileńskim. Po I wojnie światowej pod administracją polską, w Zarządzie Cywilnym Ziem Wschodnich. W latach 1920–1922 w składzie Litwy Środkowej.
Od 11 kwietnia 1922 leżało w Polsce, w województwie wileńskim, w powiecie wileńsko-trockim, w gminie Niemenczyn. W 1931 miejscowość liczyła 29 mieszkańców, zamieszkałych w 3 budynkach.
Po II wojnie światowej w granicach Związku Sowieckiego. Od 1991 na niepodległej Litwie.